# Ceratocystis paradoxa
Ceratocystis paradoxa är en svampart som först beskrevs av Dade, och fick sitt nu gällande namn av C. Moreau 1952. Ceratocystis paradoxa ingår i släktet Ceratocystis och familjen Ceratocystidaceae.   Inga underarter finns listade i Catalogue of Life.